# Théligny
Théligny – miejscowość i gmina we Francji, w regionie Kraj Loary, w departamencie Sarthe.
Według danych na rok 1990 gminę zamieszkiwały 174 osoby, a gęstość zaludnienia wynosiła 12 osób/km² (wśród 1504 gmin Kraju Loary Théligny plasuje się na 1074. miejscu pod względem liczby ludności, natomiast pod względem powierzchni na miejscu 801.).